# Chống tĩnh điện
Trong cuộc sống, tĩnh điện tồn tại ở mọi nơi và người ta không chú ý lắm đến nó do tác dụng không đáng kể. Tuy nhiên trong sản xuất, tĩnh điện lại là vấn đề lớn làm đau đầu nhiều nhà sản xuất vì những tác hại do nó gây ra cho nên người ta luôn cố gắng tìm cách chống tĩnh điện.

## Sự cố gây ra bởi tĩnh điện

### Sự phóng tĩnh điện (ESD – Electrostatic Discharge)
Tương tự như hiện tượng sét trong tự nhiên. Tĩnh điện sẽ tìm cách "phóng", "xả" nhằm trở lại trạng thái trung hòa. Khi các bạn thấy bị giật bởi tay nắm cửa, thì thực chất là có 1 sự phóng tĩnh điện từ tay của bạn vào tay nắm cửa. Mức phóng tĩnh điện trên 3000V, sẽ đủ để bạn thấy "giật". Với mức trên 5000V, bạn có thể nghe thấy âm thanh, và với mức trên 10,000V, bạn có thể nhìn thấy tia phóng (như sét). Có những trường hợp sự phóng tĩnh điện đủ lớn, xảy ra trong môi trường có nhiều hơi dung môi cháy nổ (xăng, gas,...) có thể làm phát sinh ngọn lửa gây hỏa hoạn.

### Sự bám hút (ESA – Electrostatic Attraction)
Tĩnh điện trên bề mặt của vật thể, khi lớn đến mức độ thích hợp (khoảng 2000 volt) sẽ tạo ra trường tĩnh điện, trường này sẽ gây ra sự phân cực đối với các vật thể lọt vào trường tĩnh điện. Lực hút tĩnh điện, hay lực Coulomb, sẽ hút các vật thể này vào bề mặt của vật mang tĩnh điện (với điều kiện lực này thắng được các lực khác đang đặt lên vật thể đó, như trọng lực chẳng hạn).

## Tác hại

### Đối với con người
Các vật thể bị nhiễm tĩnh điện lớn sẽ tạo ra một điện trường cực mạnh ở môi trường xung quanh. Điện trường này có tác hại về lâu dài với sức khỏe con người, trong đó, ảnh hưởng nhiều nhất là hệ thần kinh, hệ sinh dục, hệ tuần hoàn. Đặc biệt phóng tĩnh điện có khả năng giật người thao tác, gây ra tai nạn lao động.

### Trong sản xuất
Có hai dạng tác hại cơ bản. Thứ nhất là Phóng tĩnh điện (ESD) gây hỏng hóc, trục trặc, suy giảm chất lượng các phần tử điện tử, các cụm (như bản mạch), hay cả 1 thiết bị hoàn chỉnh. Cách thức gây hại thông thường là thông qua dòng điện, hoặc thông qua các sóng điện từ trường sinh ra trong quá trình phóng. Thứ hai là bám hút tĩnh điện ESA. Trong không khí có rất nhiều bụi, mà mắt thường có thể không nhìn thấy được. Một hạt bụi có cỡ 1 micro-met đủ sức gây chập hỏng 1 mạch bán dẫn, khi mà node-pitch đang chỉ tính bằng vài chục nano-met (2015). Hiện tượng bám hút bụi do tĩnh điện này ảnh hưởng rất lớn tới chất lượng của các quá trình sản xuất cần sạch bề mặt như: In ấn, lắp ráp quang học, đóng gói thực phẩm, dược phẩm, tráng phủ, sơn, xi mạ, bán dẫn…v.v..

## Giải quyết vấn đề tĩnh điện
Các chất liệu khác nhau sẽ có những giải pháp khác nhau. Đối với các chất liệu dẫn điện thì phương pháp thường gặp nhất là nối đất trực tiếp.
Đối với những chất liệu không dẫn tĩnh điện như vật liệu tự nhiên, hỗn hợp thì chỉ có một giải pháp duy nhất là dùng ionizer SMC. Đây là phương pháp tạo ra các ion trung hoà những vùng bị tĩnh điện, nếu không được trung hòa bởi những điện tích tự do, tĩnh điện mất đi rất chậm. Những vật liệu cách điện cho phép những nhóm điện tích âm và điện tích dương hình thành. Khi những điện tích không thể di chuyển trên bề mặt của vật liệu này, việc nối đất không thể loại bỏ những điện tích này. Sự ion hóa là phương tiện duy nhất để loại bỏ tĩnh điện ở những vật liệu cách điện. Sự ion hoá các điện tử tự do trong không khí bằng phương pháp phân cực điện áp cao tạo ra liên tục luồng điện tích âm và điện tích dương. Những điện tích này sẽ kết hợp với những điện tích trái dấu trên bề mặt của vật liệu do đó triệt tiêu được tĩnh điện trên bề mặt cách điện.
Các thiết bị chống tĩnh điện có thể khử được các ion bằng cách trung hoà chúng. Một số thiết bị chống tĩnh điện thông dụng là: thanh khử tĩnh điện, vòi phun chống tĩnh điện, súng chống tĩnh điện, dao khí, quạt thổi ion, bộ nạp tĩnh điện, vòng tay tĩnh điện, dây nối đất... (antistatic bar, ionizing nozzle, ionizing gun, air knife, ionizing blower, charging, wrist trap...).
Các sản phẩm, linh kiện điện tử dễ dàng bị hư hỏng bởi tĩnh điện. Để bảo vệ các sản phẩm này, người ta sử dụng các loại túi có khả năng chống tĩnh điện.
Để chống tĩnh điện cho một hệ thống máy in, người ta gắn những thanh khử tĩnh điện lên một số vị trí để nó trung hoà các ion tạo ra từ giấy trong quá trình cọ xát, xả cuộn, sấy khô...
Để chống tĩnh điện trong quá trình sơn, người ta sử dụng quạt ion hoặc thanh khử tĩnh điện gắn ở vị trí gần nơi phun sơn để những thiết bị này khử ion trong các hạt sơn. Do không bị nhiễm tĩnh điện, các hạt sơn bám chắc chắn vào bề mặt hạt cần sơn, tạo nên lớp sơn thẩm mỹ hơn.
Và còn nhiều ứng dụng nữa của các dụng cụ chống tĩnh điện trong việc chống lại tĩnh điện gây thiệt hại cho sản xuất và cuộc sống con người.